# Franz A. Doubek
Franz Anton Doubek (* 7. März 1903 in Graz; † 13. Januar 1969 ebenda) war ein österreichischer Osteuropahistoriker, Germanist, Phonetiker und Sprachtherapeut.

## Leben

### Herkunft und Studium in Graz
Franz Doubek wurde 1903 in Graz als Sohn eines gleichnamigen Fabrikanten geboren. Er studierte von 1923 bis 1927 Deutsche Philologie und Prähistorische Archäologie an der Universität Graz. 1927 wurde er (wohl bei Konrad Zwierzina) mit einer Dissertation Zu Notkers Psalmenkommentar promoviert.

### Lehr- und Forschungstätigkeit in Polen
Von 1927 bis 1934 war Doubek als Lehrbeauftragter am Lehrstuhl für Germanistik der Universität Wilna tätig. Seitdem hielt er germanistische Vorträge und fungierte als Sprachlektor. Seine Publikationen dieser Zeit beschäftigten sich unter anderem mit deutschen Sprachdenkmälern, die im spätmittelalterlichen Polen entstanden. Teilweise folgte Doubek dabei den Grundsätzen der Volks- und Kulturbodenforschung. Er hing der nationalsozialistischen Ideologie an und trat am 1. August 1932 der österreichischen NSDAP sowie der SA bei. Doubek erhielt nur ein geringes Gehalt und lebte mit seiner Frau in relativ ärmlichen Verhältnissen. Nach der Veröffentlichung einer eigenen Deutschen Literaturgeschichte, die kritisch aufgenommenen wurde, und einem Disziplinarvorfall verlor er seine Stelle in Wilna.
Durch den Besuch von Konferenzen der Nordostdeutschen Forschungsgemeinschaft (NODFG) und die Bekanntschaft mit Alfred Lattermann kam Doubek in Kontakt mit Albert Brackmann, dem Leiter der Publikationsstelle Berlin-Dahlem. Dieser vermittelte ihm 1934 eine Stelle bei einer in Danzig angesiedelten Gesellschaft zur Erforschung Polens und ein NODFG-Stipendium. Ab April 1935 war Doubek für den VDA tätig.

### Publikationsstelle Berlin-Dahlem
Danach zog Doubek nach Berlin und begann an der Publikationsstelle Berlin-Dahlem zu arbeiten, wo er für seine Kenntnisse der Sprach- und Bevölkerungsverhältnisse im Polen der Zwischenkriegszeit geschätzt wurde. Er war von Oktober 1936 bis April 1938 zunächst als Facharchivar und anschließend bis 1944 als hauptamtlicher Referent für Minderheitsfragen Osteuropas sowie Leiter der kartografischen Abteilung der Publikationsstelle tätig. Am 1. September 1938 beantragte er die reguläre Aufnahme in die NSDAP und wurde rückwirkend zum 1. Mai desselben Jahres aufgenommen (Mitgliedsnummer 6.351.343). Am 25. Februar 1939 schloss er sich der Allgemeinen SS an (SS-Nummer 326.245).
In Doubeks Amtszeit als Chefkartograf entstanden eine Reihe detaillierter Verwaltungs- und ethnografische Karten Osteuropas. Diese dienten zunächst der deutschen Verwaltung auf dem Reichsgebiet (welche die Beseitigung slawischer Ortsnamen anstrebte), später der deutschen Wehrmacht zur Kriegsvorbereitung und letztlich der SS und Gestapo zur Umsetzung ihrer Deportations- und Zwangsaussiedlungspläne. Zum Kriegsende hin hatte Doubek neben seiner Tätigkeit für die Publikationsstelle Berlin-Dahlem auch weitere Positionen beim Reichsministerium des Inneren, bei der SS und der Publikationsstelle Wien inne.

### Phonetiker und Sprachtherapeut in Graz
1945 kehrte Doubek nach Graz zurück, wo er als Sprachtherapeut arbeitete. Ab 1948 leitete er die Sprachambulanz der örtlichen HNO-, Zahn, Kiefer- und Nervenklinik sowie die Beratungs- und Behandlungsstelle für sprach- und stimmgestörte Kinder beim Jugendamt des Magistrats Graz. Von 1965 bis 1968 war er als Lehrbeauftragter für Deutsche Phonetik am Institut für Germanistik der Universität Graz tätig. Er publizierte zu Phoniatrie, Logopädie und Sprachpsychologie.

## Schriften (Auswahl)
- Zum ältesten deutschen Schöffenbuch der Gemeinde Krzemienica. Posen 1932, OCLC 179714686.
- Verzeichnis der Ortschaften mit deutscher Bevölkerung auf dem Gebiete des polnischen Staates. Berlin 1939, OCLC 38789662.